# 布氏油鯰
布氏油鯰，為輻鰭魚綱鯰形目長鬚鯰科的其中一種，分布於南美洲亞馬遜河、奧里諾科河、埃塞奎博河流域，體長可達35公分，棲息在河川底部，成群活動，平時躲藏在枯木下，屬雜食性，以水果、昆蟲、魚類等為食，可做為食用魚及觀賞魚。

## 擴展閱讀
維基物種上的相關：布氏油鯰